# Niels Verschaeren
Niels Verschaeren (31 juli 1991) is een Belgische weg-  en baanwielrenner die actief is in het para-cycling. Hij heeft agenesie of onderontwikkeling van de linkerhand waardoor hij uitkomt in de C5-categorie. Zijn specialiteiten zijn de 1 km tijdrit en de teamsprint. 

## Carrière
Verschaeren maakte zijn internationale debuut op het WK baanwielrennen van 2018 in het Braziliaanse Rio de Janeiro. Op het WK para-cycling van 2019 in het Nederlandse Emmen startte hij voor zijn eerste WK op de weg.
De afgelopen jaren heeft Verschaeren zich meer toegelegd op de sprintnummers in het baanwielrennen. Door hierop te focussen miste hij maar net het podium met een vierde plaats op de 1 km tijdrit tijdens het WK baanwielrennen van 2022 in het Franse Saint-Quentin-en-Yvelines.
Het jaar nadien slaagde Verschaeren er in zijn eerste WK-medaille ooit te veroveren tijdens het zogenaamde Super-WK in het Schotse Glasgow. In de finale van de 1 km tijdrit wist hij de bronzen medaille te behalen.
In 2024 wist hij deze prestatie te bevestigen door opnieuw een bronzen medaille te veroveren in hetzelfde onderdeel tijdens het WK in Rio de Janeiro. 

## Resultaten

### WK baanwielrennen
| Jaar | Wielerbaan                            | Locatie                               | Plaats                                |
| ---- | ------------------------------------- | ------------------------------------- | ------------------------------------- |
| 2018 | Velódromo Municipal do Rio            | Rio de Janeiro, Brazilië              | 12e                                   |
| 2019 | Omnisport                             | Apeldoorn, Nederland                  | 16e                                   |
| 2020 | Mattamy National Cycling Centre       | Milton, Canada                        | 13e                                   |
| 2021 | Afgelast vanwege de COVID-19-pandemie | Afgelast vanwege de COVID-19-pandemie | Afgelast vanwege de COVID-19-pandemie |
| 2022 | Vélodrome national                    | Saint-Quentin-en-Yvelines, Frankrijk  | 4e                                    |
| 2023 | Sir Chris Hoy Velodrome               | Glasgow, Schotland                    | Brons                                 |
| 2024 | Velódromo Municipal do Rio            | Rio de Janeiro, Brazilië              | Brons                                 |

## Trivia
- Tijdens het Super-WK in Glasgow van 2023 had Verschaeren 3 'Belgische' primeurs:
  - Hij was de eerste Belg die in actie kwam tijdens dit gecombineerde WK.
  - De scratch waaraan hij deelnam op donderdag 3 augustus 2023 was de eerste keer ooit dat er een Belgische para-cyclist live in actie kwam op de nationale Belgische televisie.[6]
  - Op zaterdag 5 augustus 2023 was hij tevens de eerste Belgische para-cyclist die live op televisie een medaille won in de 1 km tijdrit.